# Sitar

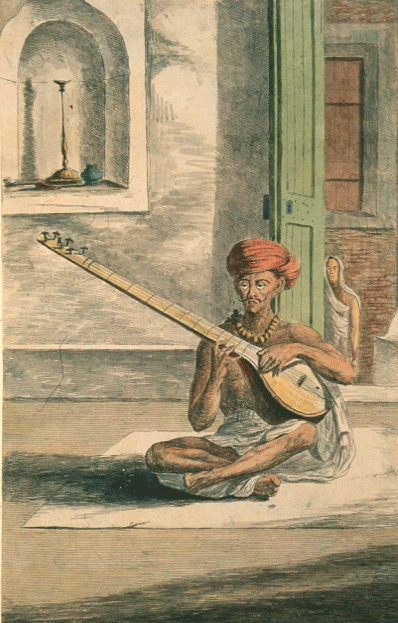
Un suonatore di sitar

Il sitar è uno strumento musicale a corde dell'India settentrionale; è lo strumento della musica classica indiana più conosciuto in Occidente.
Il termine sitar deriva probabilmente dal termine persiano seh-tar, che letteralmente significa tre corde ed in effetti esiste uno strumento iraniano chiamato setar che presenta caratteristiche simili; entrambi derivano da una evoluzione della cetra a sua volta derivante dalla lira, termine di origine persiana: al'ūd (legno) e tar (corda).

## Descrizione
Le corde sono generalmente sette superiori più undici inferiori: tre vengono utilizzate per eseguire la melodia, le altre per fornire un accompagnamento ritmico e di bordone. Tale accompagnamento è dovuto alla risonanza simpatica. La risonanza simpatica è un fenomeno fisico dove un suono emesso da qualsiasi fonte sonora, mette in movimento delle corde tese. Nella cultura dell'India queste corde vengono chiamate corde degli dèi. La cassa armonica del sitar è fatta con una zucca tagliata a metà, a cui viene aggiunto un sottile strato di legno che fa da coperchio.
Il suo timbro è vibrante e molto suggestivo.

## Esecutori celebri
Il più noto suonatore di sitar è indubbiamente il musicista e compositore indiano Ravi Shankar (1920-2012), famoso per aver partecipato ai festival di Monterey (1967) e Woodstock (1969) nonché al Concerto per il Bangladesh del 1971 e per aver insegnato al Beatle George Harrison lo strumento, che da quel momento comparirà spesso nella discografia dei Fab Four.
Negli anni sessanta e settanta, sull'onda dell'interesse per la filosofia orientale degli anni del movimento hippie, il sitar venne scoperto da esponenti della musica pop occidentale, come George Harrison dei Beatles (che lo impiegò a partire dal 1965 nella canzone Norwegian Wood (This Bird Has Flown), nell'album Rubber Soul), i Rolling Stones nella famosa canzone Paint It Black (suonato da Brian Jones) e gli Yes (il chitarrista Steve Howe, per esempio, suona il sitar in un brano dell'album Relayer). Nei primi anni novanta anche la canzone Wherever I May Roam (Metallica) della metal band Metallica presenta un intro di sitar. Gem Archer degli Oasis utilizza il sitar nell'introduzione della canzone To Be Where There's Life, contenuta in Dig Out Your Soul. Anche il chitarrista svedese Yngwie Malmsteen utilizza il sitar in alcuni brani come nella cover di Gates of Babylon e nel brano Pyramid of Cheops.
Aldo Tagliapietra, cantante del gruppo Le Orme, possiede e suona diversi sitar. Lo strumento indiano è presente, ad esempio, nel brano La ruota del cielo dell'album L'infinito del 2004.